# Fisherman's Blues
Fisherman's Blues è il quarto album del gruppo folk rock dei The Waterboys, pubblicato nell'ottobre del 1988 dalla Ensign Records. Rappresenta un cambio di rotta per il suono del gruppo, che abbandona il rock classico degli album precedenti per passare ad uno stile che fonde musica folk, country rock e rock and roll.

## Il disco
Tutti i brani sono stati scritti dai componenti del gruppo tranne Sweet Thing di Van Morrison pubblicata anche come singolo, il tradizionale When Will We Be Married e l'adattamento musicale della poesia di William Butler Yeats, The Stolen Child.
Ne è stata realizzata una versione in dialetto ticinese dal gruppo Vad Vuc.
Nel 2006 è stata pubblicata dalla EMI una edizione limitata rimasterizzata in formato doppio cd con inediti, outtake e registrazioni live.

## Tracce
1. Fisherman's Blues (Mike Scott, Steve Wickham) – 4:26
2. We Will Not Be Lovers (Scott) – 7:03
3. Strange Boat (Scott, Anthony Thistlethwaite) – 3:06
4. World Party (Scott, Trevor Hutchinson, Karl Wallinger) – 4:01
5. Sweet Thing (Van Morrison) – 7:14
6. Jimmy Hickey's Waltz (Scott, Wickham, Thistlethwaite) – 2:06
7. And a Bang on the Ear (Scott, Wickham, Thistlethwaite) – 9:14
8. Has Anybody Here Seen Hank (Scott) – 3:19
9. When Will We Be Married (Traditional, adattato da Scott e Thistlethwaite) – 3:01
10. When Ye Go Away (Scott) – 3:45
11. Dunford's Fancy (Wickham) – 1:04
12. The Stolen Child (Parole W.B. Yeats, Musica: Scott) – 6:55
13. This Land Is Your Land (Woody Guthrie) – 0:56